# 裏層
裏層（りそう）とは、歯科医療で行われるもので歯の修復に際して、修復物と歯の間に層を設けるもので歯髄保護の一手法として用いられる。ライニング（lining；塗布裏層）とベース（base；埋立・断熱裏層）とに分かれる。

## 構成

### ライニング
ライニング（lining；塗布裏層）とは、窩洞に開放する象牙細管開口部を物理的に封鎖し外来刺激が歯髄に伝わるのを防止するものである。

### ベース
ベース（base；埋立・断熱裏層）とは、窩洞が深い時に深部を歯質と同等の熱伝率のある修復材料で修復し熱良導性の金属修復物による温度的刺激を避け覆髄部の補強やアンダーカットの埋め立てを行う。